# Popielica szara

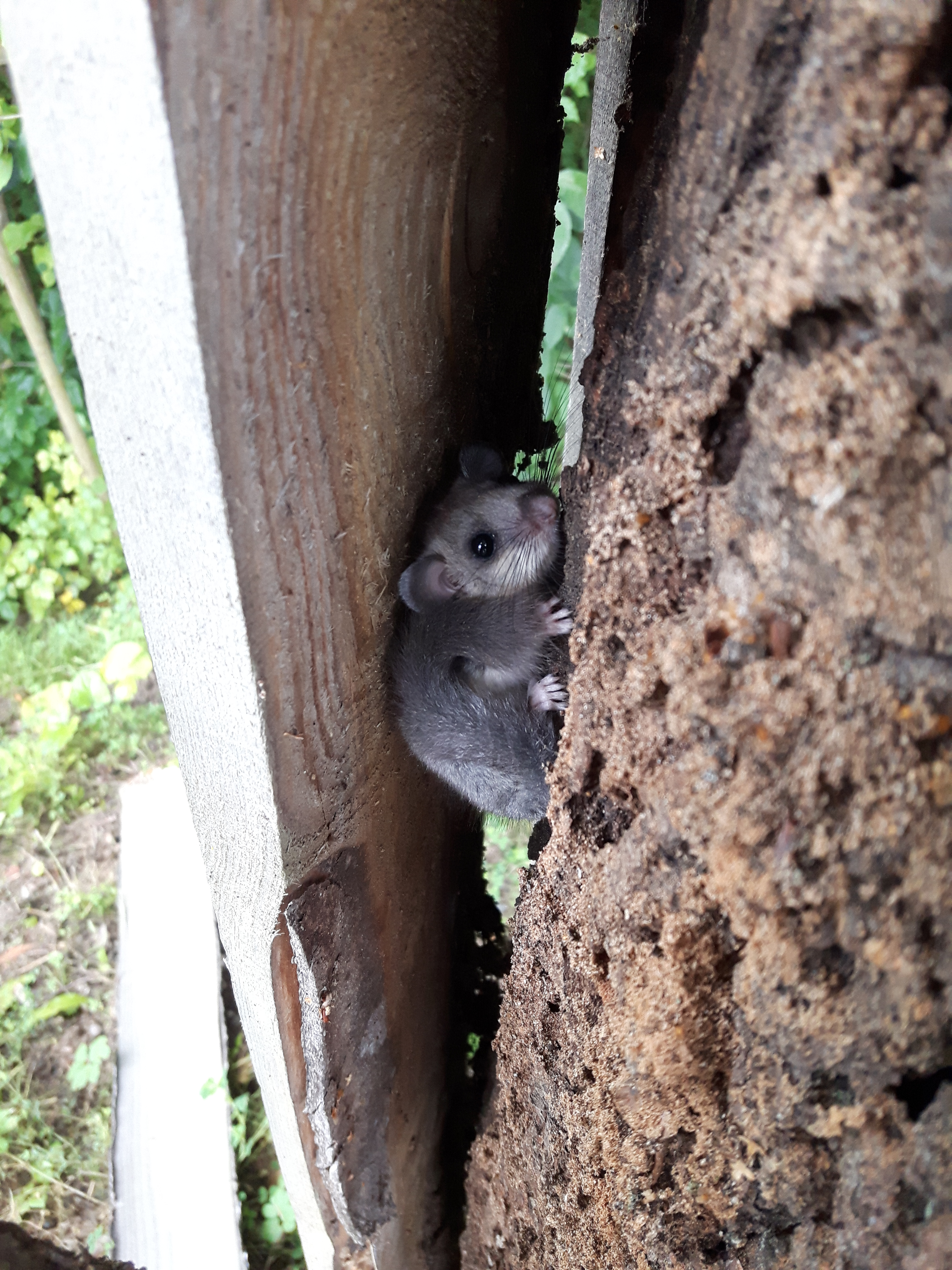
Popielica na pniu drzewa

Popielica szara, dawniej: popielica lub pilch (Glis glis) – ssak z rodziny popielicowatych (Gliridae), jedyny przedstawiciel rodzaju popielica (Glis).

## Nazewnictwo
W polskiej literaturze zoologicznej gatunek Glis glis był oznaczany nazwą „popielica”. W wydanej w 2015 roku przez Muzeum i Instytut Zoologii Polskiej Akademii Nauk publikacji „Polskie nazewnictwo ssaków świata” gatunkowi nadano nazwę „popielica szara”, rezerwując nazwę „popielica” dla rodzaju tych gryzoni.

## Występowanie

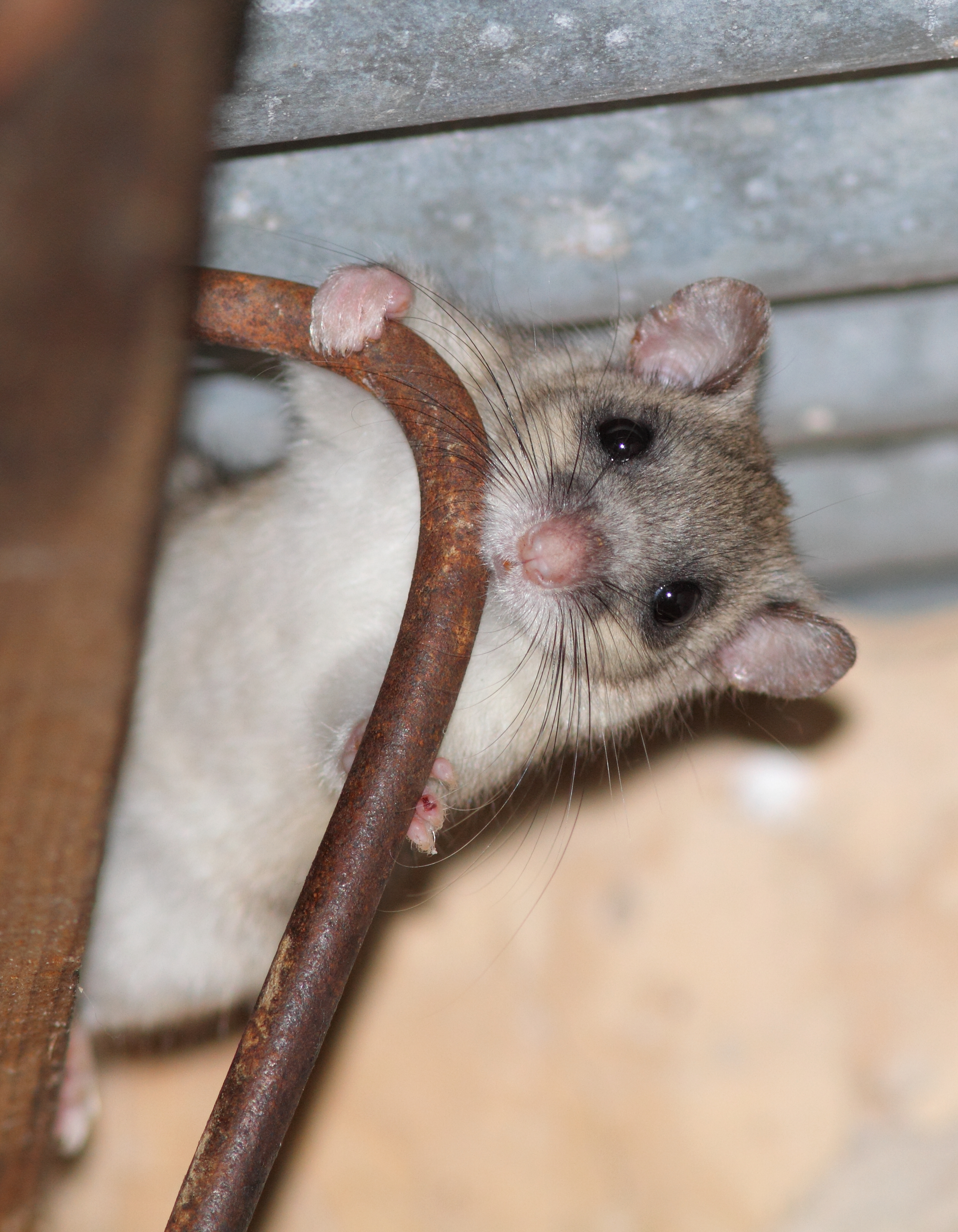
Popielica (Glis glis) w starej szopie w opuszczonym sadzie śliwkowym w Luc-en-Diois we Francji

Popielica szara występuje w Europie Środkowej i Południowej (od Francji i północnej Hiszpanii aż po Wołgę), na Kaukazie, w północnej Azji Mniejszej, w Iranie i Turkiestanie. W Polsce w odpowiednich środowiskach w górach i na pogórzu występuje dość licznie, jednak na niżu jej stanowiska są znacznie rzadsze. Częściej jest spotykana w Krainie Świętokrzyskiej i na południowej Lubelszczyźnie, nieliczne stanowiska znane są w reszcie kraju (jednak w północnej części Polski jest ich zaledwie kilka).

## Opis
Jest to duży gryzoń, wielkością zbliżony do szczura. Jeżeli jest okazja dobrze się jej przyjrzeć, nie ma możliwości pomyłki z żadnym innym zwierzęciem. Futerko na grzbiecie jest koloru szarego (popielatego), na brzuchu jasne (białe lub białoszare). U starych osobników grzbiet może mieć rudawy odcień. Granica między barwą grzbietu i brzucha jest wyraźna. Uszy spore, wyraźnie widoczne (mocno wystające z futerka), z wierzchu szaro pigmentowane, od wewnątrz cieliste. Oczy duże, ciemne. Ogon puszysty, popielaty. Długość ciała 13–18 cm, ogona 12–15 cm.

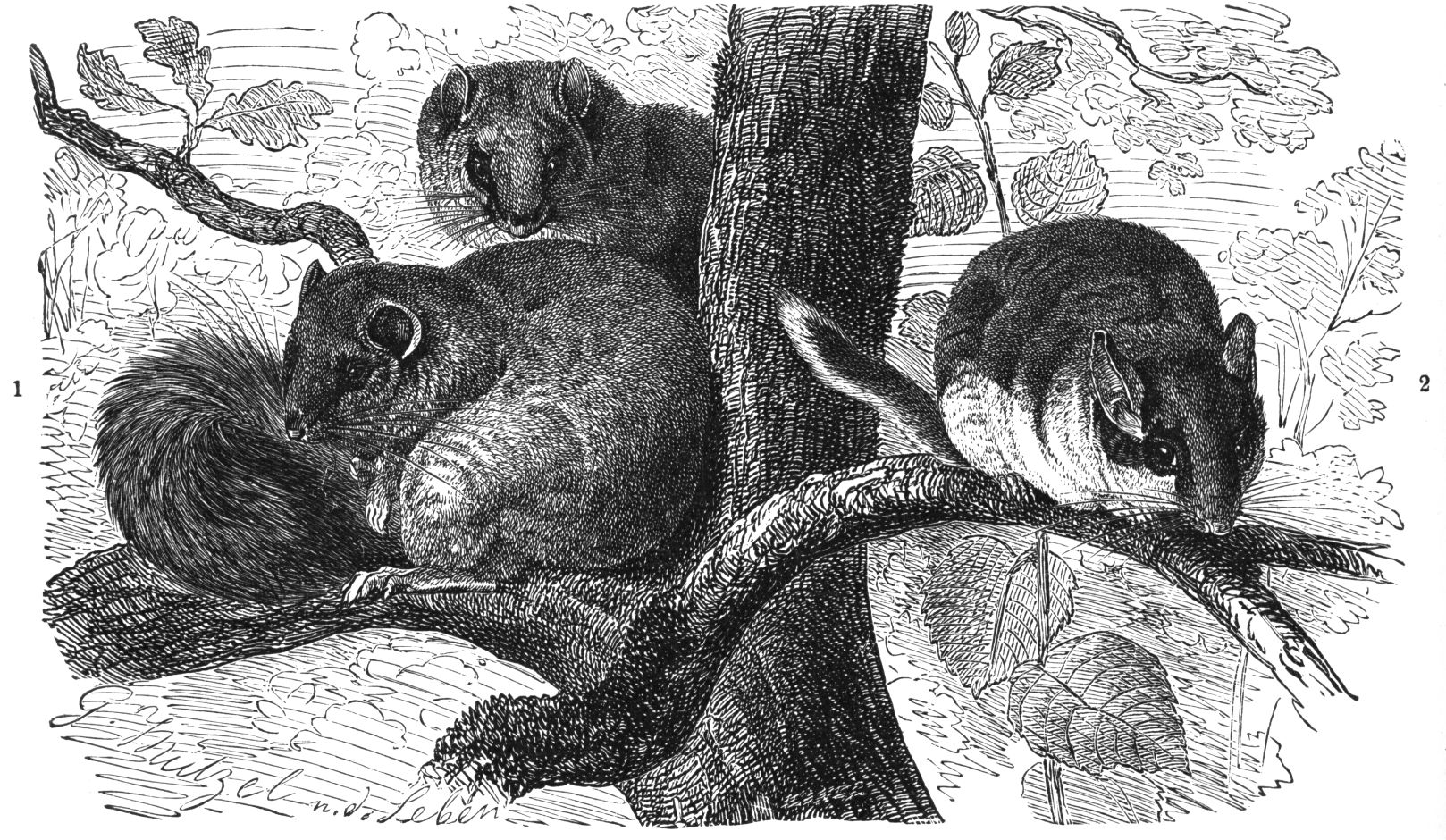
Po lewej popielice, po prawej żołędnica europejska

W porównaniu z innymi pilchowatymi popielicę łatwo odróżnić po wielkości (jest wyraźnie większa od orzesznicy czy koszatki leśnej), kolorze futra (orzesznica jest brązowopomarańczowa, pozostałe gatunki są szarobrązowe, często z rudym odcieniem), szaro-białym ubarwieniu pyszczka (brak czarnej przepaski, biegnącej od oka do ucha, charakterystycznej dla żołędnicy i koszatki).
Popielice szare podczas żerowania wydają bardzo charakterystyczne głosy. Przypominają one gardłowe chrząknięcia lub kwiknięcia, brzmiące jak kriii lub uiii, i trwają około 1-2 sekundy. Dochodzą one z koron drzew i są nie do pomylenia z głosami innych gatunków zwierząt. Szczyt aktywności głosowej popielic przypada na drugą połowę sierpnia, jednak w miejscach dużych zagęszczeń tych zwierząt aktywne są przez cały okres letni. W latach, kiedy brakuje im pokarmu, aktywność głosowa tych ssaków spada do zera.
Gatunek występuje w starszych lasach liściastych i mieszanych. Wystarczają jej drzewostany jednopiętrowe, jednak bardzo ważne jest pełne zwarcie koron drzew. Najczęściej spotykana jest w drzewostanach bukowych lub z domieszką starych buków, grądowych oraz w lasach mieszanych. Spotkać ją można także w parkach i sadach
Popielice szare są aktywne nocą, dzień przesypiając w kryjówkach. Poruszają się prawie wyłącznie w koronach drzew, bardzo zwinnie przebiegając po nawet dość cienkich gałęziach i przeskakując między nimi. Poza poszukiwaniem miejsca hibernacji sporadycznie schodzą na ziemię.
Ze snu zimowego popielice szare budzą się bardzo późno – najczęściej w maju, rzadziej na początku czerwca. Po długim okresie żerowania i około miesięcznej ciąży, samice rodzą raz do roku w sierpniu od 2 do 9 choć czasem nawet 11 młodych. Najczęściej dopiero osobniki w drugim roku życia uzyskują dojrzałość płciową. Gniazda zakładane są w dziuplach drzew, rozpadlinach, w opuszczonych miękkich gniazdach, a nawet skrzynkach lęgowych dla ptaków. Szczególnie lubi drzewa wysokie, na których buduje kunsztowne, kuliste gniazda. Znacznie rzadziej gnieździ się na strychach śródleśnych lub przyleśnych budynków. Po drzewach porusza się niezwykle zręcznie, przeskakując z jednej gałęzi na drugą i szybko wspinając się po pniach. Gniazdo zbudowane jest z liści znajdujących się najbliżej otworu wejściowego do dziupli, przy czym zrywane są wyłącznie świeże liście. Młode rodzą się nagie i ślepe, ważą 1-2 gramy, po około 22 dniach otwierają oczy, zaś gniazdo opuszczają po około miesiącu. Dorastają po około trzech miesiącach. Popielice żyją ponad 9 lat.
Rozród popielic szarych jest uzależniony od obfitości pożywienia. W latach, kiedy dominujący gatunek drzewa (buk, dąb lub grab) nie owocuje, popielice praktycznie nie przystępują do rozrodu. Wówczas wzbudzają się ze snu zimowego później (początek czerwca), zaś zasypiają już we wrześniu.
Późnym latem lub wczesną jesienią popielice szare gromadzą zapasy na zimę w kryjówce wykopanej na głębokości 30-50cm w ziemi. Często wykorzystują okolice śródleśnych budynków, zakopując się przy ich fundamentach lub pod klepiskami. Jeszcze na długo przed pierwszymi mrozami zapadają w sen zimowy.
Zimują najczęściej pojedynczo, rzadziej jednocześnie hibernuje kilkoro osobników (samica z potomstwem). Hibernują zwinięte w kłębek, przykryte ogonami. Wszystkie procesy życiowe są wówczas silnie zwolnione – serce bije w tempie kilku uderzeń na minutę, temperatura ciała obniża się do kilku stopni powyżej zera. Przesypiają całą zimę bez przebudzenia.
Podstawowym pokarmem popielicy szarej są owoce i nasiona drzew. Późną wiosną i wczesnym latem pokarmem są najczęściej owoce miękkie, np. czereśnie i jabłka. Później są to przeważnie owoce drzew leśnych, np. bukiew, żołędzie, orzechy laskowe, owoce grabu i wiele innych. Wczesną wiosną odżywia się pączkami drzew i młodymi listkami. Pokarm zwierzęcy stanowi niewielki udział w jej diecie. Zjada bezkręgowce - owady, ich larwy oraz ślimaki, a także lęgi ptaków, czyli jaja i pisklęta. Rzadziej napada również na drobne ssaki, stając się typowym drapieżnikiem. W trakcie swych wypraw po pożywienie wykonuje charakterystyczne ruchy, przysiadając co chwila, podobnie jak wiewiórka, i przednimi łapkami wkładając coś do pyszczka.

## Zagrożenia i ochrona
W Polsce popielica od 1952 r. jest objęta ochroną gatunkową. Znajduje się w Polskiej czerwonej księdze zwierząt oraz objęta jest konwencją berneńską.
Podstawowe zagrożenia dotyczą przekształceń naturalnego środowiska, czyli zmian w drzewostanach: przerzedzanie drzewostanów (powoduje rozluźnienie zwarcia koron drzew i niemożność przemieszczania się popielic), fragmentacja drzewostanów (powstają małe, izolowane populacje tych gryzoni; bardzo często nawet niewielkie drogi śródleśne, nad którymi korony drzew się nie stykają, stanowią dla popielic barierę nie do przebycia); zmniejszanie się powierzchni starych drzewostanów, w których popielice znajdują odpowiednie warunki do życia (baza pokarmowa, kryjówki).
W Polsce realizowano dwa projekty mające na celu ochronę popielic szarych. Na terenach, gdzie popielice nie występują, zaś warunki środowiskowe wydają się dla nich odpowiednie, można przeprowadzać introdukcje/reintrodukcje tych ssaków. W Polsce przeprowadzono (Polskie Towarzystwo Ochrony Przyrody „Salamandra” oraz Uniwersytet im. Adama Mickiewicza w Poznaniu) dwie udane akcje tego typu. Na terenie Sierakowskiego Parku Krajobrazowego popielica występowała jedynie na jednym stanowisku – dokonano udanej reintrodukcji w innych, sprzyjających miejscach.
W drugim etapie przeprowadzono reintrodukcję tego gatunku do podszczecińskiej Puszczy Bukowej, gdzie popielica szara najprawdopodobniej niegdyś występowała. Jednak w XVII w. (co pokazują stare mapy) kompleks ten był doszczętnie wycięty, co spowodowało wymarcie tamtejszej populacji. Niestety – po odnowieniu się Puszczy popielice nie mogły zasiedlić tego terenu, gdyż brakowało połączeń korytarzami leśnymi z innymi terenami zasiedlonymi przez popielice. Od roku 2003 wpuszczono ponad 150 osobników.
Obecnie realizowany jest trzeci etap reintrodukcji – na terenie Barlinecko-Gorzowskiego Parku Krajobrazowego. Pierwsze 22 popielice szare wsiedlone zostały w 2011 roku.
Braki kryjówek można zniwelować poprzez wieszanie skrzynek lęgowych zastępujących dziuple. Mają one dość niecodzienny wygląd – otwór wejściowy znajduje się od strony pnia. W roku 2005 w ramach akcji Towarzystwa Przyrodniczego „Bocian” rozwieszono prawie 700 budek w lasach na terenie dwóch Regionalnych Dyrekcji Lasów Państwowych: warszawskiej i radomskiej. Jeszcze w tym samym roku w 19 budkach na terenie dyrekcji radomskiej stwierdzono popielice lub ślady ich występowania.